# Charlerois sexdagars
Charlerois sexdagars var ett belgiskt sexdagarslopp i bancykling som hölls i Charleroi i mitten av december från 1967 till 1969. Flest segrar, två, har  Patrick Sercu och Ferdinand Bracke, varav en gång tillsammans.

## Podieplaceringar
| År   | Vinnare                        | Tvåa                            | Trea                            |
| 1967 | Patrick Sercu Ferdinand Bracke | Norbert Seeuws Theo Verschueren | Giuseppe Beghetto Klaus Bugdahl |
| 1968 | Eddy Merckx Ferdinand Bracke   | Robert Lelangue Julien Stevens  | Rik Van Looy Patrick Sercu      |
| 1969 | Norbert Seeuws Patrick Sercu   | Eddy Merckx Julien Stevens      | Rudi Altig Ferdinand Bracke     |